# Marquis Addison
Marquis Addison (Olathe, Kansas, 16 de diciembre de 1991) es un baloncestista estadounidense que pertenece a la plantilla del Donar Groningen de la FEB Eredivisie holandesa. Con 1,95 metros de estatura, juega en la posición de escolta. 

## Trayectoria deportiva

### Universidad
Jugó cuatro temporadas con los Southern Lions de la Universidad del Sur de Misuri, de la División II de la NCAA, en las que promedió 15,6 puntos, 4,4 rebotes, 2,3 tapones y 1,8 robos de balón por partido. Fue incluido en el segundo mejor quinteto de la Mid-America Intercollegiate Athletics Association en 2013 y en el mejor al año siguiente.

### Profesional
Tras no ser elegido en el Draft de la NBA de 2014, firmó su primer contrato profesional en agosto de ese año con el Horsens IC, donde jugó dos temporadas en las que promedió 16,1 puntos y 4,6 rebotes por partido.
La temporada 2016-17 la pasó en el Maccabi Rehovot B.C. de la Liga Leumit, promediando 16,0 puntos y 5,1 rebotes por encuentro. En julio de 2017 firmó con el equipo suizo de los Lions de Genève, donde jugó una temporada en la que promedió 16,0 puntos y 5,9 rebotes por partido.
En julio de 2018 firmó contrato con el Denain ASC Voltaire de la Pro B francesa.
El 22 de junio de 2021, firma por el Donar Groningen de la FEB Eredivisie holandesa.